# Laser Zentrum Hannover

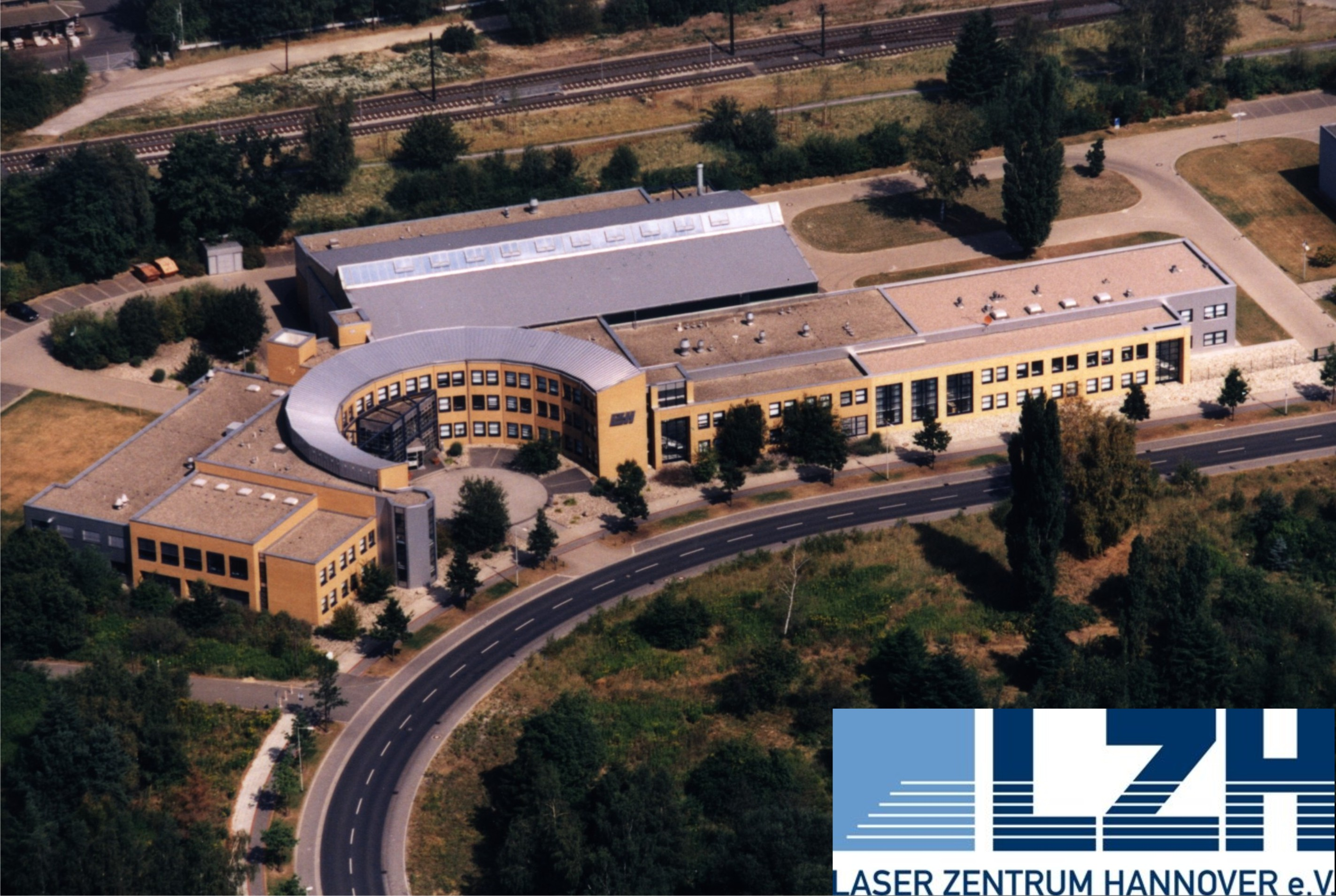
Luftaufnahme des Laserzentrums Hannover in Hannover-Marienwerder

Das Laser Zentrum Hannover e. V. (LZH) ist ein gemeinnütziges Institut mit Sitz in Hannover im Stadtteil Marienwerder, das Forschung, Entwicklung und Beratung im Bereich der Lasertechnik durchführt. Es wurde 1986 von Hans Kurt Tönshoff, Heinz Haferkamp und Herbert Welling gegründet.

## Aufgaben

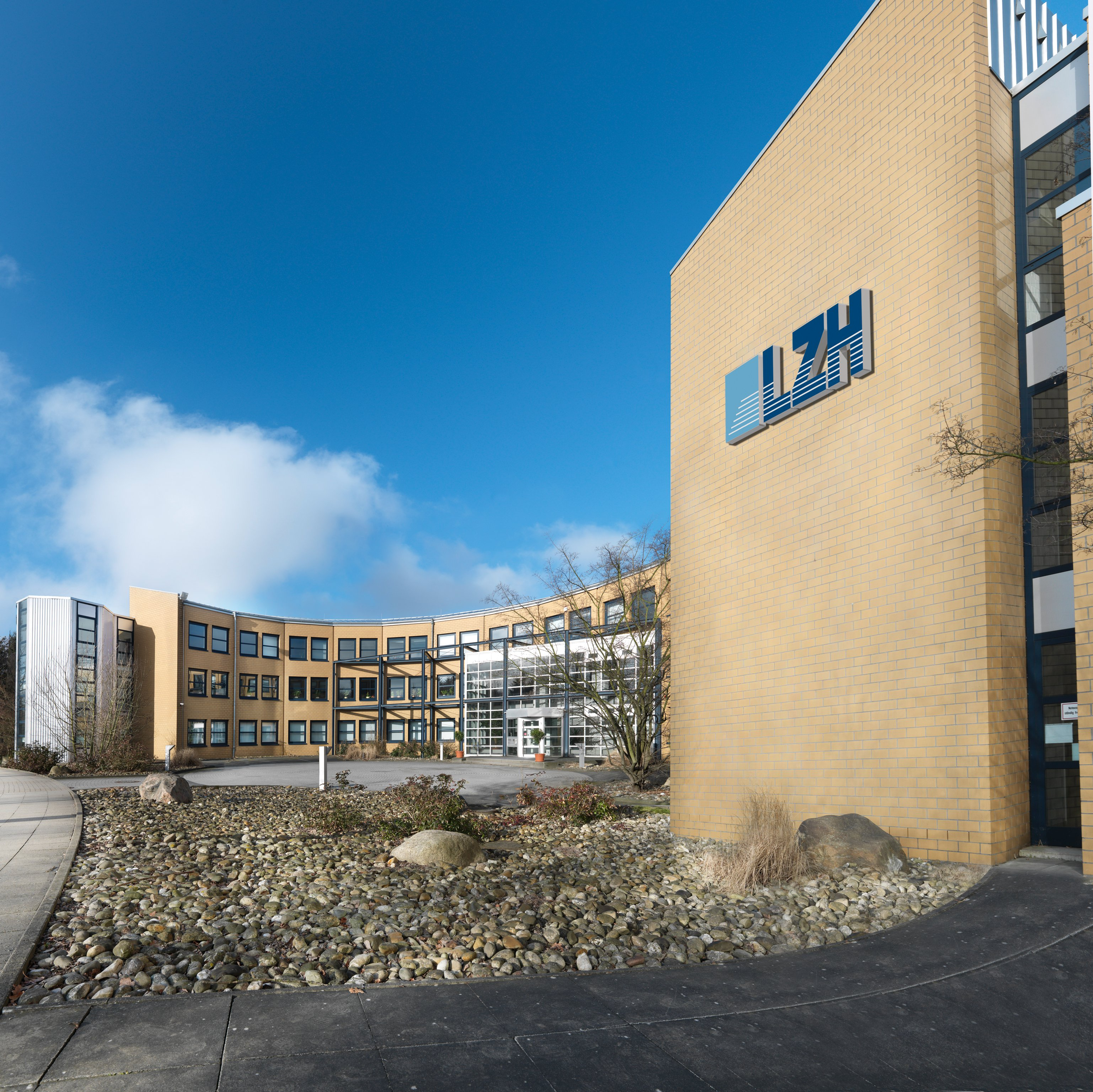
Eingangsbereich

Technologietransfer steht im Vordergrund der Arbeiten. Das LZH ist an verschiedenen nationalen und europäischen Forschungs- und Entwicklungsprogrammen beteiligt. Mit etwa 180 Mitarbeitern gehört es zu den größten Laserforschungsinstituten in Deutschland. Seit seiner Gründung arbeitet das LZH eng mit dem Niedersächsischen Ministerium für Wirtschaft, Arbeit und Verkehr zusammen. Das LZH unterhält enge Kooperationen mit der Leibniz Universität Hannover, der TU Braunschweig und der TU Clausthal, um den Wissenschaftsstandort Niedersachsen zu stärken.

## Organisation
Mitglieder des LZH sind Vertreter von Industrie, Hochschulen und Forschungseinrichtungen. 
Organe des LZH sind: 
- Aufsichtsrat
- Industriebeirat
- Vorstand und Geschäftsführung
- Wissenschaftliches Direktorium

Der Vorstand setzt sich zusammen aus drei geschäftsführenden Vorständen sowie den Vorsitzenden des Industriebeirats und des Wissenschaftlichen Direktoriums. Dies sind Stand Mai 2023 Stefan Kaierle (Sprecher des Vorstands und Bereich Ingenieurwissenschaften), Lena Bennefeld (Bereich Finanzen, Kommunikation und Transfer), Dietmar Kracht (Bereich Naturwissenschaften), Uwe Morgner (Vorsitzender des Wissenschaftlichen Direktoriums) und Volker Schmidt (Vorsitzender des Industriebeirats).
Das LZH hat sieben wissenschaftliche Abteilungen:
- Optische Komponenten
- Photonik Integration
- Laserentwicklung
- Lebenswissenschaften
- Nachhaltige Produktion
- Multi-Skalen Produktion
- Additive Fertigung

Dazu kommen drei Serviceabteilungen: Technische Dienste, Kommunikation und Verwaltung.
Die LZH Laser Akademie, eine Ausgründung des LZH (2003), hat ihre Hauptaufgabe in der Organisation und Durchführung von Kursen, Seminaren und Lehrgängen in der Lasertechnik, z. B. für Laserschutzbeauftragte und Laserstrahlfachkräfte.
Stand 2022 hat das LZH 78 Mitglieder und fast 200 Beschäftigte. Der Umsatz 2022 setzt sich aus 14,4 Mio. € Projekterträgen und 5,3 Mio. € Grundfinanzierung durch das Land Niedersachsen.

## Arbeitsschwerpunkte
CO2-, Nd:YAG- und Diodenlaser stehen für die Materialbearbeitung (Schweißen, Schneiden, Oberflächenbearbeitung) zur Verfügung. Auch die Mikrobearbeitung mit Excimer-/Ultrakurzpulslaser sowie Wirtschaftlichkeitsberechnungen sind Schwerpunkte der Arbeiten am LZH. Darüber hinaus entwickelt das LZH Laser für neue Anwendungen in der Messtechnik und Medizin und beschäftigt sich mit Beschichtungen für Laseroptiken und -spiegel. Forschung und Entwicklung im Bereich der Medizin und Biophotonik wird auch am LZH betrieben. Auch die Bearbeitung von Nicht-Metallen wie Glas, Photovoltaikmaterialien und Verbundwerkstoffe – insbesondere CFK (Kohlenstofffaserverstärkter Kunststoff) gehören zu den Aufgaben des LZH. Aus- und Weiterbildung in der Lasertechnik wird vor allem durch die LZH-Laserakademie betrieben.